# Baleia-piloto-de-aleta-longa
A baleia-piloto-de-barbatana-longa (Pt) / baleia-piloto-de-nadadeira-longa (Br) (Globicephala melas), ou baleia-piloto-de-peitorais-longas, é um cetáceo da família dos delfinídeos encontrado nas águas subantárticas, e com uma população disjunta no Atlântico Norte.